# Malkolm
Malkolm – imię męskie pochodzenia szkockiego. Spolszczona forma imienia Malcolm. Wywodzi się od słów Mael Coluim oznaczających naśladujący świętego Kolomba lub podążający za nim. Nosiło je wielu królów Szkocji, m.in. Malkolm III uwieczniony w dramacie Williama Shakespeare Makbet.
Malkolm imieniny obchodzi 28 marca.
Znane osoby noszące imię Malkolm:
- Malcolm II – król Szkocji
- Malcolm III – król Szkocji
- Malcolm IV – król Szkocji
- Malcolm Anderson – tenisista australijski
- Malcolm Chace – tenisista amerykański
- Malcolm X – radykalny przywódca ruchu Afroamerykanów w USA
- Malcolm Lowry – brytyjski poeta
- Malcolm McDowell – brytyjski aktor filmowy i telewizyjny
- Malcolm Edwards – brytyjski artysta
- Malcolm Ranjith – lankijski kardynał
- Malcolm Whitman – amerykański tenisista
- Malcolm Wilson – polityk amerykański
- Malcolm Young – gitarzysta australijski
- Malcolm James McCormick – amerykański raper